# Paea Wolfgramm

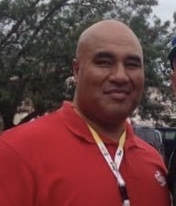
Wolfgramm (2017)

Paea Wolfgramm, född 1 december 1971 i Vava'u, Tonga, är en boxare från  Tonga som tog OS-silver i supertungviktsboxning 1996 i Atlanta.
Wolfgramm är den förste och ende personen från Tonga som lyckats ta en medalj i olympiska spelen. Han har kallats "The Tongan Warrior".